# (4202) Minitti
(4202) Minitti est un astéroïde de la ceinture principale.

## Description
(4202) Minitti est un astéroïde de la ceinture principale. Il fut découvert le 12 février 1985 à La Silla par Henri Debehogne. Il présente une orbite caractérisée par un demi-grand axe de 3,02 UA, une excentricité de 0,09 et une inclinaison de 10,3° par rapport à l'écliptique.

## Compléments